# Harry Persson – Bud Gorman

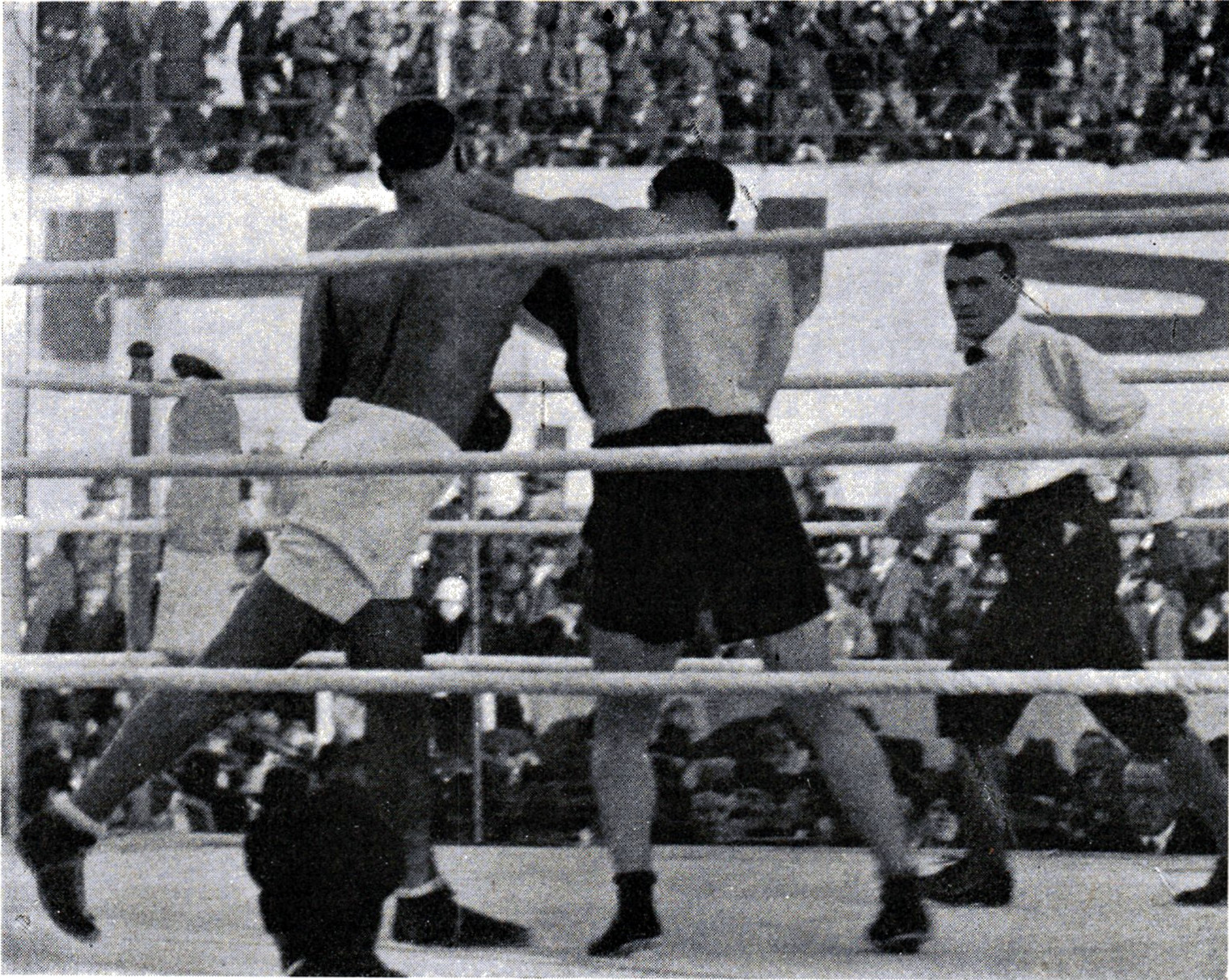
En tidningsbild av boxningsmatchen i Svenska Dagbladet. Från vänster Harry Persson, Bud Gorman och domaren redaktör Bülow från Berlin.

Harry Persson – Bud Gorman är en svensk film med utdrag ur boxningsmatchen mellan Harry Persson och Bud Gorman 1927.

## Om filmen
Boxningsmatcherna spelades in i Velodromen med exteriörer från Saltsjöbaden och Nöjesfältet i Stockholm 18 september 1927. Filmen premiärvisades redan den 19 september 1927 på flera orter i landet förutom i Stockholm bland annat Sundsvall, Göteborg, Gävle och Uppsala. 
Filmen är i huvudsak bevarad och finns i TV-arkivet hos Sveriges Television. Den är utformad enligt redigeringsprinciper som blivit standard för direktsända TV-sportreportage. Först ett kontinuerligt återgivande av ett sammanhängande förlopp, sedan "repris" i slow motion av mer intressanta passager.

## Medverkande
- Oscar Andréhn - svensk boxare
- Edvard Hultgren - svensk boxare
- Hugo Widlund - svensk boxare
- John Strand - svensk boxare
- Harry Persson - svensk boxare
- Joseph Youyou - fransk boxare
- Adolf Wiegert - tysk boxare
- Bud Gorman – amerikansk boxare
- Earl M. Lovejoy - amerikansk boxare
- Carl, prins av Sverige - åskådare
- Carl, prins av Sverige - åskådare
- Wilhelm, prins av Sverige - åskådare
- Albert Engström - åskådare
- Ernst Rolf - konferencier
- Gösta Ekman - åskådare
- Karl Gerhard - åskådare
- Fridolf Rhudin - åskådare
- Clarence von Rosen - åskådare
- Sven Jerring - referent